# Aeroportul Ouahigouya
Aeroportul Ouahigouya (IATA: OUG, ICAO: DFCC) este un aeroport din Burkina Faso ce deservește zona Ouahigouya. A fost numit după zona deservită.
Situat la o altitudine de 337 m, aeroportul dispune de o singură pistă.